# Hessel Hermana
Hessel Hermana was een figuur uit een sage betreffende de geschiedenis van Friesland. Over zijn waarachtige historiciteit bestaan geen bronnen, noch bewijzen.
De sage omvat de volgende onderdelen:
Hermana uit Sexbierum (gekozen 869- ongeveer 876) zou de vierde potestaat van Friesland zijn geweest.
In 876 kwamen de Denen onder leiding van Rudolf Haraldsson in Oostergo om met geweld Danegeld te vorderen. Deze Denen waren op de terugweg vanuit Frankrijk. Er volgde een slag met deze bende van 800 "Noormannen" waarbij er ruim 500 Denen op het slagveld sneuvelden. Rudolf Haraldsson sneuvelde en de Friezen wonnen, maar Hessel kwam eveneens om het leven.
Zijn familiewapen bestaat uit twee halve Friese adelaars, in die tijd werden nog geen "wapens" gevoerd, maar wel Banieren.